# Blabbermouth.net
Blabbermouth.net – wortal internetowy poświęcony muzyce rockowej i metalowej. Serwis został utworzony 3 marca 2001 roku przez Borivoja Krgina. Na stronie, oprócz wiadomości muzycznych znajdują się recenzje płyt CD i DVD oraz forum dyskusyjne. Serwis był notowany w rankingu Alexa na miejscu 24 435.
Na Blabbermouth.net jako źródło powołują się m.in. New Musical Express, Onet.pl, MTV.com, Toronto Sun, Baltic News Service, St. Petersburg Times, News.com.au, oraz OC Weekly.